# Plato's Retreat

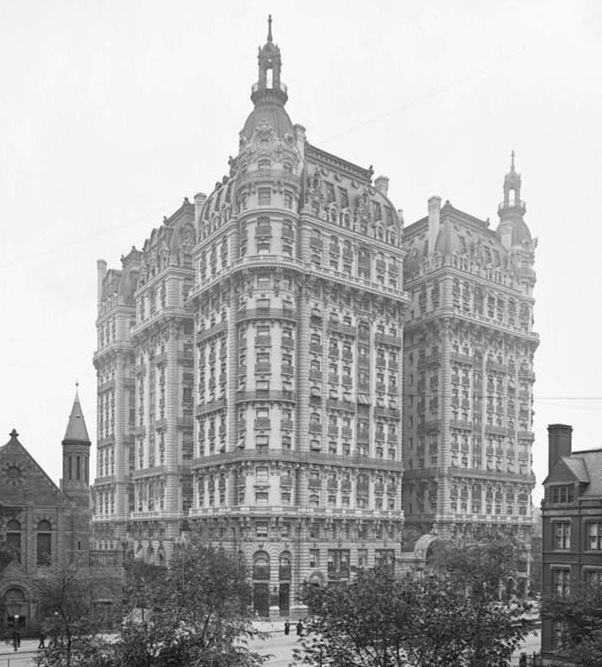
El Hotel Ansonia, ubicación original de Plato's Retreat.

Plato's Retreat (en español: El Retiro de Platón) era un club de swingers en Nueva York, perteneciente primero a Larry Levenson, y posteriormente a Fred J. Lincoln, que atendía a parejas heterosexuales.

## Historia
El club fue abierto por Larry Levenson en 1977, y fue popular a fines de los años 1970 e inicios de los años 1980. Estaba localizado en el subterráneo del Hotel Ansonia, un edificio decorado al estilo decimonónico en la esquina de Broadway y West 73rd Street en el Upper West Side de Manhattan. Antes de Plato's Retreat, el edificio albergó a Continental Baths, un sauna gay donde Bette Midler hacía presentaciones musicales al inicio de su carrera. Plato's se trasladó a 509 West 34th Street en 1980.
V
Plato's Retreat, un establecimiento sólo para miembros, requería que cada persona siguiera las numerosas reglas del club. Levenson, determinado a no permitir que ingresaran homosexuales infiltrados, insistió en que sólo podían ingresar parejas heterosexuales, y cuando una mujer abandonara un cuarto después de un encuentro sexual, su acompañante masculino tenía que acompañarla. Esta regla tenía por objetivo garantizar que las mujeres casi siempre superaran en cantidad a los hombres - Levenson prohibió estrictamente la actividad sexual entre hombres pero permitía el lesbianismo. Las drogas, incluyendo el alcohol, no estaban permitidas, aunque eran usadas frecuentemente a pesar de dicha regla. El club tenía una pista de baile disco, un DJ propio, cuartos de sauna, y una piscina con cascadas.
Durante su apogeo, Plato's Retreat fue considerado como el club de sexo más infame del mundo y fue muy popular en muchas celebridades, estrellas de porno, y parejas como tales. La clientela fue descrita como "una variedad de tipos extravagantes de los suburbios: tintoreros y sus esposas u hombres gordos con tupés y sus novias extremadamente maquilladas".
En 1985, el alcalde de Nueva York Ed Koch respaldó la decisión del Departamento de Salud de la Ciudad de Nueva York de cerrar los saunas gay de la ciudad, en respuesta a las preocupaciones por la propagación del SIDA. Sin embargo, al cerrar los baños gay mientras se permitía que los clubes de swingers heterosexuales siguieran abiertos, la ciudad se encontró en un dilema cuando se dio cuenta de que tal acción sería una violación a la recientemente aprobada ley anti-discriminación. El Departamento de Salud, con la aprobación de Koch, reaccionó ordenando el cierre  de los clubes heterosexuales. La ubicación del club en Manhattan cerró en la víspera del Año Nuevo de 1985, supuestamente por violar ordenanzas de salud pública.
Plato's Retreat se relocalizó en Fort Lauderdale, Florida, en donde reabrió bajo el nombre Plato's Retreat 2. Ubicado en 321 West Sunrise, la nueva localización estuvo operativa hasta 2006 como un club de intercambio de parejas heterosexuales, abierto de lunes a domingo. Plato's Retreat en Fort Lauderdale no vendía licor en el local, por lo que las parejas debían traer sus propias botellas; sin embargo, el club estaba provisto de mezclas complementarias, refrescos, jugos y hielo.
En 2006, Plato's Retreat cerró, y luego reabrió, manteniendo la misma ubicación y su formato de no vender licor, pero se convirtió en un club de sexo sólo para hombres. El club actualmente opera bajo el nombre comercial Plato's Retreat 2 / The Slammer.